# آن جودسون-ياجر
آن جودسون-ياجر (بالإنجليزية: Anne Judson-Yager)‏ مواليد 7 يناير 1980، هي ممثلة أمريكية بدأت مسيرتها الفنية عام 1999.

## وصلات خارجية
- آن جودسون-ياجر على موقع IMDb (الإنجليزية)
- آن جودسون-ياجر على موقع أول موفي (الإنجليزية)
- آن جودسون-ياجر على موقع قاعدة بيانات الفيلم (الإنجليزية)